# インド・オーストラリアプレート

橙色がインド＝オーストラリアプレート
この図では赤色のインドプレートと橙色のオーストラリアプレートが分けて描かれている。

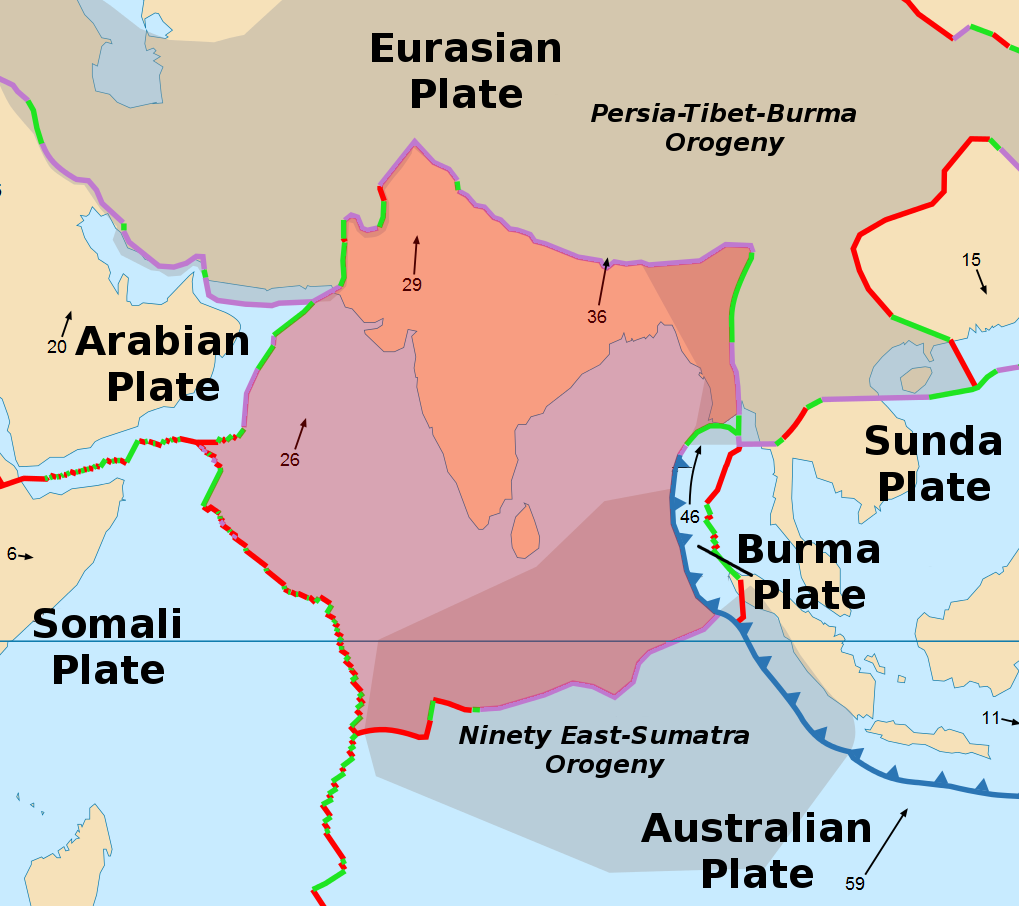
インドプレート

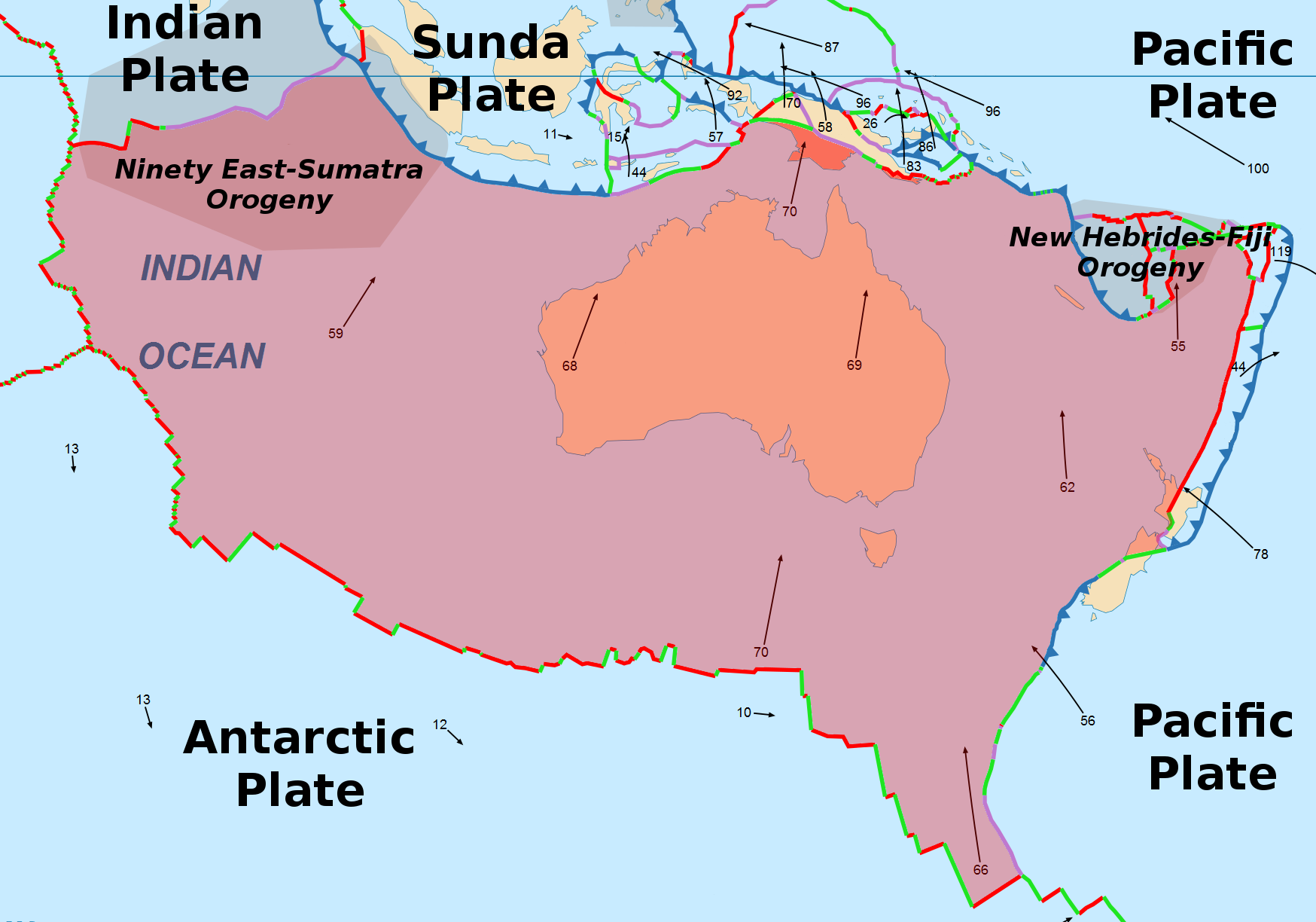
オーストラリアプレート

インド・オーストラリアプレートは、インド亜大陸、オーストラリア大陸、インド洋東部、太平洋南西部および周辺諸島の地殻及びマントル上方のリソスフェアを形成する海洋プレートである。「インド=オーストラリアプレート」とも表記する。5,000 - 5,500万年前にインドプレート とオーストラリアプレートと融合し、インド・オーストラリアプレートの一部となっていたが、300万年前に再び分裂したと考えられている。

## 歴史
インド・オーストラリアプレートはしばしば、北西側のインドプレートと南東側のオーストラリアプレートに分けて考えられる。ただ、分けて考えたり一緒にして考えられたりとまちまちである。これは、プレートテクトニクス理論が提唱されてから長い間、インドプレートとオーストラリアプレートの境界が諸説（境界が無い=2つのプレートは同一という説も含む）あり、はっきりしなかったことによる。現在は、2つに分けて考えることが主流になっている。
現在広く支持されている説では、白亜紀初期に東ゴンドワナ大陸がインド大陸+マダガスカル島と南極大陸+オーストラリア大陸の2つに分裂したときからインド大陸とオーストラリア大陸の間に海嶺ができ、両大陸は北上すると同時に東西に離れていったと考えられている。この時点でプレートはインドプレートとオーストラリアプレートの2つに分かれていた。白亜紀後期の9,000万年前には、マダガスカル島とインド大陸の間にも海嶺ができて分離し始めた。これ以降インド大陸が乗ったインドプレートの移動速度は20cm/年と非常に速くなり、およそ4,000万年で2,000km北上した。
これが変わったのが5,500～5,000万年前である。このころ、インドプレートのインド大陸部分がユーラシアプレートの大陸部分に衝突して動きが遅くなった。海底の堆積物や山塊などが2つのプレートの間で強く圧縮されて隆起しヒマラヤ山脈やチベット高原などができ始めたためである。マダガスカルとインドの間にある海嶺の拡大は、ヒマラヤでのプレート衝突によって妨げられて、プレートの移動が極端に遅くなった。これとほとんど同じ時期に、インドとオーストラリアの間にある海嶺が活動を終え、両プレートの境界部分は固定されて「インド・オーストラリアプレート」となり、ほとんど同じ方向に動くようになった。
インド大陸とオーストラリア大陸はもともと東ゴンドワナ大陸のときに密着して同じ位置にあったが、インドのほうが先に北上し、インドがユーラシアに衝突した時点の位置でオーストラリアとの位置関係が固定され、それ以来同時にゆっくり北上して現在に至っているのである。
インドとオーストラリアの間にある海嶺では、海嶺特有の地形が5,000万年という長い間に風化して分かりにくくなってしまい、境界を特定するのが難しくなったとされている。また、インド洋の諸島や海山列などをもとに海洋底拡大を説明付ける説では、海洋底拡大の速度が変わったり方向が変わったりと複雑な歴史があると考えられていることも、境界特定を難しくしている。
これまで境界ではないかとされてきたのは、東経90度海嶺、中央インド洋海盆の中央部ライン、中央インド洋海盆を横切るラインなどであった。現在の定説は、東経90度海嶺の北半分と中央インド洋海盆を横切る南緯5度付近のラインである。
ただ、1990年代に入ってGPSを応用したプレートの移動測定が可能となったことで、インドプレートとオーストラリアプレートの移動方向のずれが境界域に歪みをもたらし、スマトラ島沖地震の原因となったことが明らかになっている。

## 周辺のプレートとの関係
アラビア半島沖のソコトラ島東方沖からアムステルダム島付近まで、南東方向に曲がりくねりながら、長さ数千kmのインド洋中央海嶺がある。ここはアフリカプレートと大地溝帯を隔てて離れつつあるソマリアプレートとの境界である。アムステルダム島からマッコーリー島付近まで、東方向に曲がりくねりながら、これまた長さ数千kmのオーストラリア南極海嶺がある。ここは南極プレートとの境界である。
マッコーリー島付近からニュージーランドのクック海峡付近までは、弓のように曲がった境界線が作られており、トランスフォーム断層や海溝、衝突型境界が交互に並んでいる。クック海峡を過ぎると、北島の東方沖からサモア東方沖まで連なるヒクランギ海溝・ケルマデック海溝・トンガ海溝になる。これらの海溝では太平洋プレートがインド・オーストラリアプレートの下に沈みこんでいる。サモア東方沖からは、サモアやフィジーを北東から南西に貫く境界が走っている。ここは火山帯からなる拡大型境界やトランスフォーム断層と見られているが、GPSなどの観測によって移動方向が若干異なる「マイクロプレート」が複数存在することが分かっており、複雑になっている。
また、ニューカレドニアの東方沖からは、バヌアツの西方沖～ソロモン諸島の南方沖～ニューブリテン島の南方沖まで連なる曲がりくねった海溝となる。南から順に南ニューヘブリデス海溝、トレス海溝、南ソロモン海溝、ニューブリテン海溝と呼ばれている。この付近からティモール島までの地域は、海溝や山脈、群島が何重にも並ぶ構造で、プレートの境界が長い間はっきりしてこなかった。GPSによる測定を応用していくつかの説が出されているが、まだ確定していないため、便宜的には、ニューギニア島の北岸～ニューギニア島西部を縦断するライン～タニンバル諸島・ティモール島南岸までを境界として扱うことが多い。マッコーリー島付近からここまでは、太平洋プレートとの長い境界である。
スンバワ島付近からは、ジャワ島やスマトラ島、アンダマン諸島やニコバル諸島の南岸・西岸を通る弓のように曲がった海溝になる。スンダ海峡より東をジャワ海溝、西をスンダ海溝と呼んでおり、インド・オーストラリアプレートがユーラシアプレートの下に沈み込んでいる。アンダマン諸島より北では、プレート境界がミャンマー中央部を縦断し、ミャンマー北端から西に向きを変えてヒマラヤ山脈の地下の衝突型境界につながる。この境界線はカラコルム山脈を経てパキスタンを縦断し、カラチの沖からソコトラ島までつながる。カラチ付近まではユーラシアプレートとの境界、それより南はアラビアプレートとの境界である。
ニュージーランドからパキスタンにかけてのプレート境界部は、海溝型地震や断層型地震が頻発する地震の多発地帯である。近年もスマトラ島沖地震 (2004年・2005年・2007年)やパキスタン地震 (2005年)、ソロモン諸島沖地震 (2007年)などが発生しており、津波がよく発生することで知られている。